# Dolno Kosovrasti
Dolno Kosovrasti (in macedone Долно Косоврасти, in albanese Kosovrasti i Poshtëm) è un paese situato all'estremo ovest della Macedonia del Nord, nel comune di Debar.
Il paese conta circa 1 000 abitanti. Il 70% della popolazione è immigrata nei paesi come Italia e Slovenia.
La popolazione di Kosovrasti viene chiamata Torbeši, presenti per lo più nella parte occidentale della Macedonia del Nord, la cui religione è musulmana. La lingua parlata è il macedone, e le usanze sono molto simili a quelle dei macedoni cristiani, con qualche ulteriore influenza turca dovuta all'occupazione dell'impero ottomano.